# 瞳 (SPLAYの曲)
『瞳』（ひとみ）は、SPLAYの4枚目のシングルである。

## 概要
- 前作から6か月でのシングルとなる。
- 翌年に解散したためこの作品が最後のシングルとなった。

## 収録曲
1. 瞳
作詞：向井隆昭 作曲：向井隆昭、道本卓行 編曲：SPLAY
2. ソングブック
作詞/作曲：向井隆昭 作曲：SPLAY
3. かくれんぼ
作詞：向井隆昭 作曲：向井隆昭、道本卓行 編曲：SPLAY